# Pete Jolly
Pete Jolly (5. června 1932 New Haven – 6. listopadu 2004 Pasadena) byl americký jazzový klavírista a akordeonista. Na akordeon začal hrát už ve svých třech letech a v osmi na klavír. Jeho skladba „Little Bird“ byla v roce 1963 neúspěšně nominována na cenu Grammy. Během své kariéry spolupracoval s řadou hudebníků, mezi které patří Art Pepper, Buddy DeFranco, Frank Zappa nebo Chet Baker. Hrál na řadě filmových soundtracků k filmům, jako jsou The Wild Party (1956) nebo One from the Heart (1982).